# Абдул Гани Барадар
А̀бдул Ганѝ Барада̀р (на пущунски: عبدالغني برادر, [ˈabdʊl ɣaˈni barɑˈdar]) е афганистански политик от Талибанското движение.
Роден е на 29 септември 1963 година в провинция Орузган в пущунското племе дурани. През 80-те години воюва срещу съветската интервенция и се сближава с Мухамад Омар, заедно с когото през 1994 година основават Талибанското движение. Заема висши постове при първото управление на талибаните през 1996 – 2001 година, по време на изгнанието им през 2002 – 2010 година е първи помощник на Омар, а след това лежи в пакистански затвор до 2018 година. През 2020 година договаря споразумението между талибаните и Съединените американски щати, в резултат на което талибаните си връщат контрола над Афганистан. След това е трети помощник на върховния лидер Хабитула Ахундзада и първи вицепремиер на страната.